# Antonio IV Trivulzio
Antonio IV Trivulzio (XV secolo – 1519) è stato un vescovo cattolico italiano. 
È stato vescovo di Asti dal 1499 al 1508, e dal 1509 al 1519, anno della sua morte.

## Biografia

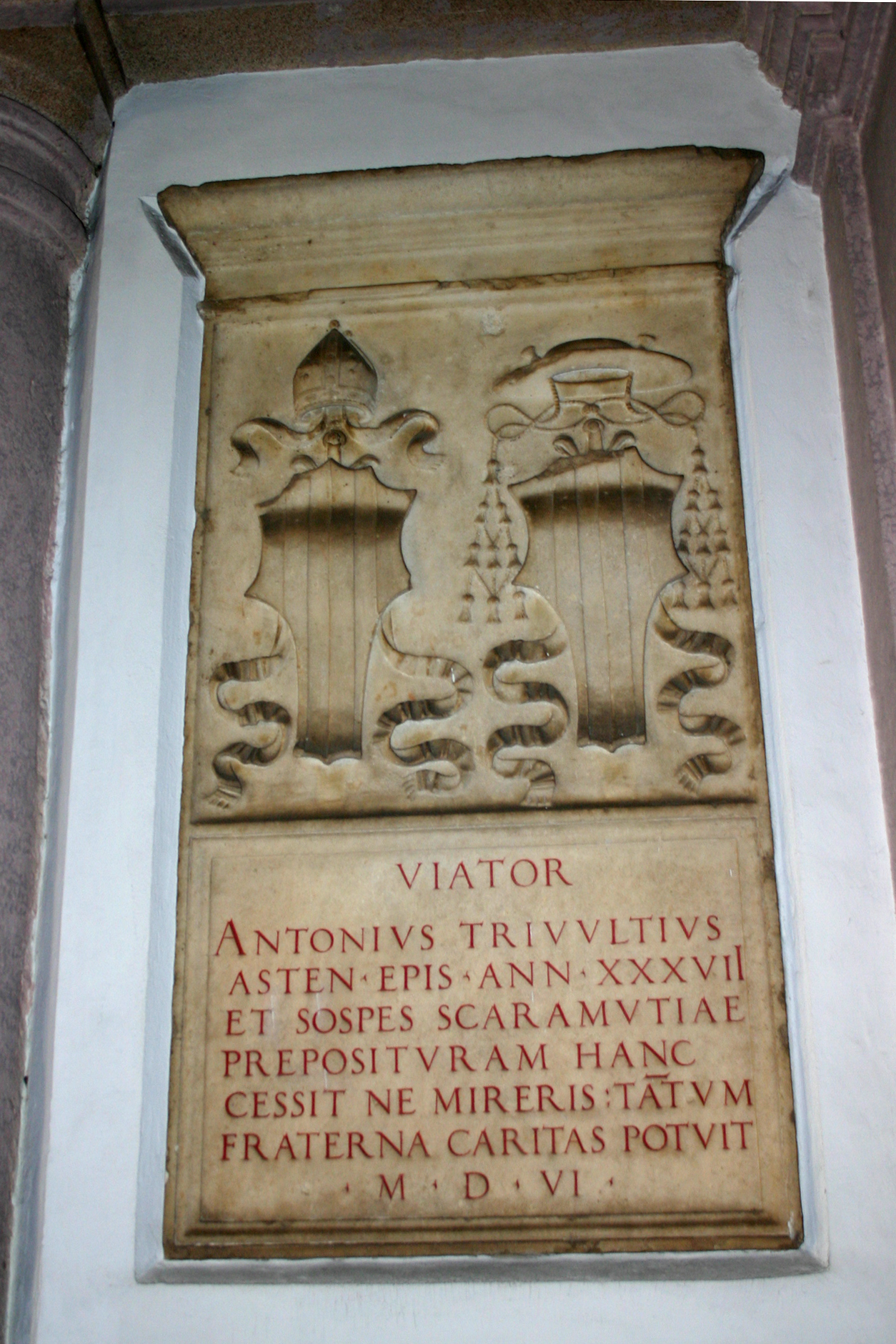
Lapide che ricorda la cessione del beneficio di un'abbazia da parte del vescovo di Asti Antonio Trivulzio a favore del fratello Scaramuccia Trivulzio († 1506), che la resse per 32 anni. Scalone monumentale di sinistra di Palazzo Trivulzio, Milano.

Confuse e frammentarie sono le notizie di questo vescovo astigiano. Considerando tuttavia la biografia del padre, si ricostruisce come abbia ottenuto la carica appena trentenne.
Antonio era figlio di Gianfermo Trivulzio e di Margherita Valperga, fratello del cardinale Scaramuzzo Trivulzio (titolare della diocesi di Como) ed era stato investito dell'incarico astigiano nel 1499 alla morte del vescovo Raffaele di Ceva.
Nel 1508, in seguito alla consacrazione di Alberto Roero a capo della diocesi astigiana, era stato eletto vescovo di Piacenza, ma dopo appena alcuni mesi di incarico, in seguito alla rinuncia del Roero, era tornato alla sua prima sede.
Sia il Boatteri che l'Ughelli confondono il vescovo astigiano con il cardinale Antonio III Trivulzio, ambasciatore del ducato di Milano a  Parma  e consigliere  di Gian Galeazzo Maria Sforza, vescovo di Como nel 1496 ed eletto cardinale nel 1500,
ma la supposizione non è possibile perché il cardinale morì nel 1508 e non avrebbe potuto avere l'incarico di Asti nel secondo mandato.
Nel 1519, il cardinale Scaramuzzo, rinunciò definitivamente alla diocesi di Como in favore del fratello Antonio IV, ma questi non ne prese mai il possesso.
In un primo tempo la diede in amministrazione al nipote Cesare Trivulzio.
La morte del vescovo di Asti in quello stesso anno lasciò il nipote Cesare ad amministrare la diocesi comasca.
Dopo la morte del cardinale Scaramuzzo, papa Leone X  consacrò Cesare all'episcopato di Como malgrado il volere del governatore della città, Pietro Arris di insediarvisi l'arcidiacono della cattedrale.
Ma le proteste del Trivulzio furono accolte dal papa che intimò al capitolo di annullare l'elezione pena la scomunica.
I canonici ubbidirono ed accettarono di buon grado il Trivulzio come vescovo della città, anche se egli non vi fece ritorno fino all'anno 1528 in occasione della consacrazione della chiesa di Santa Maria di Tirano.